# Anne Dieu-le-veut
Anne Dieu-le-veut (a veces llamada Marie-Anne), nacida el 28 de agosto de 1661 en Gourin, Bretaña, murió el 11 de enero de 1710 en Cabo Haitiano, fue una pirata francesa del siglo XVII. Viuda de Pierre Lelong y luego de Joseph Chérel, se casó con Laurent de Graff.

## Biografía

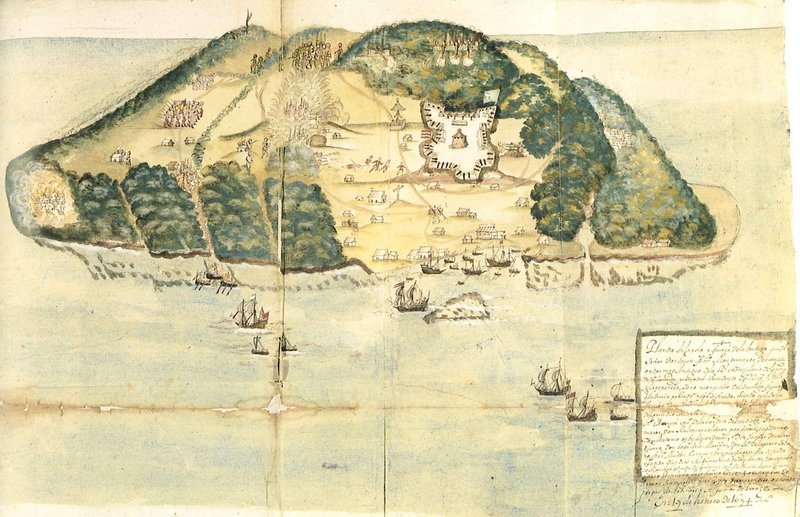
La isla de la Tortuga en el.

En 1684, se casó con el filibustero Pierre Lelong, primer comandante del Cabo Haitiano, que murió en una pelea el 15 de julio de 1690. En 1691, se casó con Joseph Chérel, que a su vez murió en junio de 1693. Más tarde, sintiéndose insultada, provocó a Laurent-Corneille Baldran, conocido como de Graaf  (o Graff), en un duelo y fue a su casa, pistola en mano, para preguntarle por qué. «De Graaf, juzgando a una mujer tan digna de él, se casó con ella». En 1685, Laurent de Graaf, un noble holandés, había solicitado y obtenido la nacionalidad francesa para él y su primera esposa: Petruline Gusman. En 1693, obtuvo la anulación de este primer matrimonio. El 28 de julio de 1693, Anne Dieu-le-veut y Laurent de Graaf se casaron en Ciudad del Cabo  y se instalaron en la isla de la Tortuga (Santo Domingo). Tuvieron una hija nacida alrededor de 1694 y un hijo que murió durante la infancia. Anne Dieu-le-veut acompañó a Laurent de Graaf en el mar. La tripulación, lejos de sucumbir a la superstición de que llevar una mujer a bordo traería la desgracia, la convirtió en una mascota e incluso le reservó una parte del botín.
En 1695, durante la invasión anglo-española, fue capturada por los españoles y retenida en Santo Domingo. «Ella demostrará ser una cautiva difícil». Así pues, fue liberada solo después de muchas medidas tomadas por Francia en 1698. Su liberación es la última mención conocida de su nombre.
El 11 de enero de 1710, a la edad de 48 años, Anne Dieu-le-veut murió en Cabo Haitiano. Su hija, una digna heredera, sería conocida por haber desafiado a un hombre a un duelo.

## Descendencia[1]
- con Pierre Lelong, Marie Marguerite Yvonne Lelong (1688-1774).
- con Joseph Chérel, Jean-François Chérel (1692-1732).
- con Laurent-Corneille Baldran de Graff, Marie Catherine de Graff (1694-1743), y un hijo muerto de corta edad (1700-~1705).